# Xã Medora, Quận Reno, Kansas
Xã Medora (tiếng Anh: Medora Township) là một xã thuộc quận Reno, tiểu bang Kansas, Hoa Kỳ. Năm 2010, dân số của xã này là 1.665 người.